# カルネアデスの舟板 (松本清張)
『カルネアデスの舟板』（カルネアデスのふないた）は、松本清張の短編小説。『文學界』1957年8月号に掲載され、改題の上、1957年12月に短編集『詐者の舟板』収録の表題作として、筑摩書房から刊行された。のちに当初の題に戻されている。
1962年・1968年にテレビドラマ化されている。

## あらすじ
玖村武二は歴史科の教授であった。玖村は終戦後、進歩的な唯物史観を展開し、日教組から喝采を浴びていた。歴史教科書の執筆担当になった彼は、教科書会社から莫大な収入を得て、田園調布に自宅を建てた。玖村は、講演旅行の際、かつての恩師・大鶴恵之輔を訪ねることを思いつく。大鶴は戦時中、国家的な歴史観を講じたことが原因で大学を追放されていた。大鶴は玖村に大学復帰のための運動をしてくれるよう懇願してきた。かつての恩師の卑屈な姿勢に自負心をくすぐられた玖村は、大鶴の求めを承諾する。復帰した大鶴は、進歩的論者へと急速に変貌した。玖村は、昔の豊かな生活に帰るためになりふり構わぬ恩師を冷ややかに傍観し、嗤っていた。しかし、大鶴が参考書を頼まれるようになり、玖村に追いついてくると、次第に大鶴は玖村にとって面倒な存在になっていった。時代が変わり、文部省は左翼偏向の教科書を不合格とするようになった。玖村は進歩学者を返上し右翼に帰ろうとしたが、その矢先、大鶴がいち早く転回を宣言する。教科書・参考書の執筆による豊かな収入を失うことを恐れた玖村は、大鶴の追い落としを画策する。

## エピソード
- 本作について著者は「刑法でいうところの緊急避難の原則から暗示を得た。某検事と雑談中にそのことを聞いて、さらに大学教授の話をこれに当ててみた」「『カルデアネスの舟板』ではわからないというので、単行本の題名に『詐者の舟板』としたことがある。しかし、やはり最初に発表した題のほうが好ましい」と述べている[1]。
- 政治史家の河野有理は「清張の小説の特色は、『うれうべき教科書の問題』をめぐる争いを、国家による思想統制の強化というアングルからではなく、教科書利権からの「進歩派」の締め出しという下部構造的なアングルから描き出したことにある」と述べるとともに、「歴史教科書の執筆および販売がある種の進歩派利権なのではないかという疑問」を描いた「清張の筆はその意味で進歩派にとっても嫌なところをついていたのである」と評している[2]。

## テレビドラマ

### 1962年版
1962年5月17日と5月18日、NHKの「松本清張シリーズ・黒の組曲」の1作として2回にわたり放映。
キャスト
- 小山源喜
- 氏家慎子
- 薄田研二
- 左幸子

スタッフ
- 脚色：小幡欣治
- 音楽：別宮貞雄
- 演出：石島晴夫
- 制作：NHK

### 1968年版
ドラマタイトル「黒い罠」。1968年6月28日、日本テレビ系列の「サスペンス劇場」枠（21:00-21:54）にて放映。
キャスト
- 松村達雄
- 中村早苗

スタッフ
- 脚本：津上忠